# David Vanterpool
David Vanterpool (ur. 31 marca 1973 w Daytona Beach) – amerykański koszykarz, występujący na pozycjach rzucającego obrońcy oraz niskiego skrzydłowego.
W 1995 został wybrany w drafcie do ligi CBA z numerem 68 przez zespół Quad City Thunder.
9 lipca 2021 został asystentem trenera Brooklyn Nets.

## Osiągnięcia
Na podstawie, o ile nie zaznaczono inaczej.
NCAA
- Zaliczony od I składu Atlantic-10 (1995)

Drużynowe
- Mistrz:
  - Euroligi (2006)
  - Włoch (2004)
  - ABA (2002)
  - CBA (2000)
  - Rosji (2006, 2007)
- Wicemistrz Euroligi (2007)
- 4. miejsce w Eurolidze (2004)
- Zdobywca:
  - pucharu Rosji (2006, 2007)
  - superpucharu Włoch (2004)

Indywidualne
- MVP Superpucharu Włoch (2004)
- Lider:
  - CBA w asystach (2001)
  - ligi włoskiej w przechwytach (2003)
- Zaliczony do:
  - I składu defensywnego CBA (2000)
  - II składu Euroligi (2004)
- Uczestnik meczu gwiazd ligi:
  - CBA (2001)
  - włoskiej (2004)

Trenerskie
Jako asystent trenera
- 4-krotny mistrz VTB (2009–2012)
- 5-krotny mistrz Rosji (2008–2012)
- Zdobywca Pucharu Rosji (2010)
- Wicemistrz Pucharu Rosji (2008)